# أحمد سهيل
أحمد سهيل صابر الحموندي (مواليد 8 فبراير 1999) لاعب كرة قدم قطري يجيد اللعب في خط الدفاع مع نادي السد في دوري نجوم قطر.

## مسيرة اللاعب
بدأ مع السد و أعاره السد إلى النادي الأهلي و نادي الوكرة والنادي العربي علي فترتين.

## الحياة الشخصية
و هو شقيق اللاعب رامي سهيل و ابن حارس منتخب العراق السابق سهيل صابر .

## روابط خارجية
- أحمد سهيل على موقع الاتحاد الأوربي (الإنجليزية)
- أحمد سهيل على موقع ناشيونال فوتبول تيمز (الإنجليزية)
- أحمد سهيل على موقع Soccerway.com (الإنجليزية)